# Associazione Sportiva Roma 1981-1982
Questa voce raccoglie le informazioni riguardanti l'Associazione Sportiva Roma nelle competizioni ufficiali della stagione 1981-1982.

## Stagione
.

Foto di squadra prima di Cesena-Roma del 20 Settembre 1981

La stagione precedente al Mondiale spagnolo, conquistato dall'Italia, e al secondo scudetto giallorosso si rivela fortemente tribolata: la squadra capitolina che l'anno prima era arrivata seconda in classifica, non riesce ad andare oltre il terzo posto, a causa dei numerosi infortuni che i giocatori più importanti della squadra subiscono nel corso dell'annata, su tutti quelli di Ancelotti, assente per quasi tutto il campionato, e della stella brasiliana Falcão.
Un iniziale avvicendamento in vetta alla classifica nel novembre 1981, dopo il memorabile successo sulla Juventus al Comunale, fu vanificato da un pessimo girone di ritorno (clamoroso il rovescio interno per 3-0 nella gara di ritorno proprio contro i bianconeri). A fermare i giallorossi in Coppa delle Coppe fu il Porto al secondo turno. La compagine allenata da Liddas, artefice di un efficace gioco a zona, stava tuttavia gettando le basi per quello che sarebbe stato il trionfo in campionato l'anno dopo. A fine stagione lasciano la squadra i difensori Spinosi e Marangon, quest'ultimo dopo una sola annata al di sotto delle attese.

## Divise e sponsor

Roberto Pruzzo (a destra), migliore marcatore stagionale della squadra con 17 gol, alle prese con Fernando Freitas nel turno di Coppa delle Coppe contro il ; Pruzzo indossa la speciale maglia approntata per la competizione, rossa con bande gialle

Lo sponsor tecnico è Playground, mentre per la prima volta viene inserito sulla maglia uno sponsor ufficiale, che è Barilla.
La divisa primaria della Roma è costituita da maglia rossa con colletto a polo giallo, pantaloncini rossi e calzettoni rossi bordati di giallo. In trasferta la Lupa usa una maglia bianca con colletto a polo giallorosso, pantaloncini bianchi e calzettoni bianchi bordati di giallorosso. In Coppa delle Coppe i capitolini usano un kit formato da maglia rossa con decorazioni gialle, pantaloncini bianchi e calzettoni rossi bordati di giallo.
| Casa | Casa (Coppa Coppe) | Trasferta |

I portieri hanno tre divise: la prima è formata da maglia gialla con colletto a polo, pantaloncini e calzettoni neri, la seconda è costituita da maglia azzurra con colletto a polo abbinata agli stessi calzettoni e calzoncini, stesso discorso per la terza, la cui maglia è grigia. Tutte le divise presentano cucite sul petto la coccarda della Coppa Italia.
| 1ª portiere | 2ª portiere | 3ª portiere |

## Organigramma societario
Di seguito l'organigramma societario.
Area direttiva
- Presidente: Dino Viola
- Segretario amministrativo: Lino Raule

Area organizzativa
- Segretario: Gilberto Viti

Area tecnica
- Allenatore: Nils Liedholm
- Allenatore in seconda: Luciano Tessari

Area sanitaria
- Medico sociale: Ernesto Alicicco
- Massaggiatore: Vittorio Boldorini

## Rosa
Di seguito la rosa.
| N. |                   | Ruolo | Calciatore       |
| -- | ----------------- | ----- | ---------------- |
|    | Italia (bandiera) | P     | Franco Superchi  |
|    | Italia (bandiera) | P     | Franco Tancredi  |
|    | Italia (bandiera) | D     | Dario Bonetti    |
|    | Italia (bandiera) | D     | Luciano Marangon |
|    | Italia (bandiera) | D     | Sebastiano Nela  |
|    | Italia (bandiera) | D     | Carlo Perrone    |
|    | Italia (bandiera) | D     | Ubaldo Righetti  |
|    | Italia (bandiera) | D     | Luciano Spinosi  |
|    | Italia (bandiera) | D     | Maurizio Turone  |
|    | Italia (bandiera) | C     | Carlo Ancelotti  |
|    | Italia (bandiera) | C     | Luca Birigozzi   |
|    | Italia (bandiera) | C     | Odoacre Chierico |

| N. |                    | Ruolo | Calciatore                        |
| -- | ------------------ | ----- | --------------------------------- |
|    | Italia (bandiera)  | C     | Bruno Conti                       |
|    | Italia (bandiera)  | C     | Agostino Di Bartolomei (Capitano) |
|    | Italia (bandiera)  | C     | Alberto Di Chiara                 |
|    | Brasile (bandiera) | C     | Paulo Roberto Falcão              |
|    | Italia (bandiera)  | C     | Domenico Giacomarro               |
|    | Italia (bandiera)  | C     | Giuseppe Giannini                 |
|    | Italia (bandiera)  | C     | Paolo Giovannelli                 |
|    | Italia (bandiera)  | C     | Domenico Maggiora                 |
|    | Italia (bandiera)  | C     | Roberto Scarnecchia               |
|    | Italia (bandiera)  | A     | Paolo Alberto Faccini             |
|    | Italia (bandiera)  | A     | Roberto Pruzzo                    |
|    | Italia (bandiera)  | A     | Guido Ugolotti                    |

## Calciomercato
Di seguito il calciomercato.
| Acquisti | Acquisti            | Acquisti    | Acquisti      |
| R.       | Nome                | da          | Modalità      |
| -------- | ------------------- | ----------- | ------------- |
| D        | Luciano Marangon    | Napoli      | definitivo    |
| D        | Sebastiano Nela     | Genoa       | definitivo    |
| D        | Carlo Perrone       | Lazio       | definitivo    |
| C        | Odoacre Chierico    | Pisa        | definitivo    |
| C        | Domenico Giacomarro | Juve Stabia | definitivo    |
| A        | Guido Ugolotti      | Avellino    | fine prestito |

| Cessioni | Cessioni         | Cessioni  | Cessioni      |
| R.       | Nome             | a         | Modalità      |
| -------- | ---------------- | --------- | ------------- |
| D        | Mauro Amenta     | Palermo   | definitivo    |
| D        | Vincenzo Romano  | Genoa     | definitivo    |
| D        | Francesco Rocca  | -         | fine carriera |
| D        | Sergio Santarini | Catanzaro | definitivo    |
| C        | Romeo Benetti    | -         | fine carriera |
| C        | Luca Birigozzi   | Pisa      | definitivo    |
| C        | Michele De Nadai | Lazio     | definitivo    |
| C        | Antonio Di Carlo | Piacenza  | prestito      |
| C        | Attilio Sorbi    | Pisa      | definitivo    |

## Risultati

### Serie A

#### Girone di andata
| Roma 13 settembre 1981, ore 16:00 1ª giornata | Roma          | 0 – 0 referto | Avellino | Stadio Olimpico di Roma (circa 58.000 spett.)\| Arbitro: \| Redini (Pisa) \| |
| Arbitro:                                      | Redini (Pisa) |               |          |                                                                              |

| Arbitro: | Agnolin (Bassano del Grappa) |

|                      |           |             |
| Ancelotti 43’ (aut.) | Marcatori | 3’ Chierico |

| Arbitro: | Milan (Treviso) |

|                 |           |           |
| Falcão 41’, 68’ | Marcatori | 31’ Piras |

| Arbitro: | Redini (Pisa) |

|                               |           |                 |
| Dossena 52’ Pulici 79’ (rig.) | Marcatori | 29’, 45’ Pruzzo |

| Arbitro: | Lo Bello (Siracusa) |

|  |           |           |
|  | Marcatori | 2’ Pruzzo |

| Arbitro: | D'Elia (Salerno) |

|                              |           |  |
| Di Bartolomei 20’ Pruzzo 36’ | Marcatori |  |

| Arbitro: | Casarin (Milano) |

|  |           |            |
|  | Marcatori | 49’ Falcão |

| Arbitro: | Milan (Treviso) |

|                           |           |             |
| Pruzzo 46’, 89’ Conti 69’ | Marcatori | 56’ Mancini |

| Arbitro: | Agnolin (Bassano del Grappa) |

|                                                |           |                      |
| Baresi 16’ Beccalossi 26’ (rig.) Altobelli 68’ | Marcatori | 17’ Pruzzo 21’ Conti |

| Arbitro: | D'Elia (Salerno) |

|             |           |             |
| Spinosi 35’ | Marcatori | 33’ Buriani |

| Arbitro: | Casarin (Milano) |

|          |           |          |
| Bivi 19’ | Marcatori | 54’ Nela |

| Arbitro: | Mattei (Macerata) |

|                 |           |  |
| Pruzzo 23’, 75’ | Marcatori |  |

| Arbitro: | Redini (Pisa) |

|              |           |  |
| Citterio 80’ | Marcatori |  |

| Arbitro: | Barbaresco (Cormons) |

|  |           |           |
|  | Marcatori | 24’ Conti |

| Arbitro: | Lops (Torino) |

|          |           |              |
| Nela 59’ | Marcatori | 18’ Cattaneo |

#### Girone di ritorno
| Arbitro: | Lo Bello (Siracusa) |

|           |           |  |
| Juary 72’ | Marcatori |  |

| Arbitro: | Bergamo (Livorno) |

|  |           |             |
|  | Marcatori | 86’ Genzano |

| Arbitro: | D'Elia (Salerno) |

|                                   |           |                                        |
| Bonetti 49’ (aut.) Quagliozzi 56’ | Marcatori | 24’ (rig.), 69’ Pruzzo 33’, 85’ Falcão |

| Arbitro: | Mattei (Macerata) |

|                                   |           |  |
| Conti 30’ Turone 45’ Chierico 51’ | Marcatori |  |

| Arbitro: | Lanese (Messina) |

|           |           |  |
| Conti 56’ | Marcatori |  |

| Arbitro: | Casarin (Milano) |

|           |           |  |
| Miani 36’ | Marcatori |  |

| Arbitro: | D'Elia (Salerno) |

|  |           |                                    |
|  | Marcatori | 8’, 38’ Virdis 32’ (aut.) Marangon |

| Arbitro: | Bergamo (Livorno) |

|                         |           |  |
| Fiorini 21’ Mancini 47’ | Marcatori |  |

| Arbitro: | Menicucci (Firenze) |

|                                            |           |                         |
| Conti 36’ Bini 72’ (aut.) Ferri 78’ (aut.) | Marcatori | 63’ Bagni 84’ Altobelli |

| Arbitro: | Lo Bello (Siracusa) |

|            |           |                              |
| Baresi 66’ | Marcatori | 47’ Falcão 53’ (rig.) Pruzzo |

| Arbitro: | Facchin (Udine) |

|                             |           |              |
| Di Bartolomei 47’ Conti 60’ | Marcatori | 6’, 53’ Bivi |

| Arbitro: | Vitali (Bologna) |

|  |           |            |
|  | Marcatori | 83’ Pruzzo |

| Arbitro: | Mattei (Macerata) |

|                   |           |                     |
| Pruzzo 54’ (rig.) | Marcatori | 33’ (rig.) Guidetti |

| Arbitro: | Magni (Bergamo) |

|                      |           |              |
| Pruzzo 11’ Conti 73’ | Marcatori | 52’ De Ponti |

| Arbitro: | Pairetto (Nichelino) |

|  |           |                   |
|  | Marcatori | 88’ Di Bartolomei |

### Coppa Italia

#### Fase ad eliminazione diretta
| Arbitro: | Lo Bello (Siracusa) |

|                                                                   |           |              |
| Chierico 12’ Faccini 14’ Bini 56’ (aut.) Di Bartolomei 89’ (rig.) | Marcatori | 81’ Prohaska |

| Arbitro: | Menicucci (Firenze) |

|                                   |           |  |
| Beccalossi 22’ Altobelli 48’, 70’ | Marcatori |  |

### Coppa delle Coppe
| Arbitro: | Vautrot |

|  |           |                            |
|  | Marcatori | 57’ Chierico 88’ Ancelotti |

| Arbitro: | Azzopardi |

|                                             |           |  |
| Spinosi 21’ Pruzzo 41’, 50’ Giovannelli 55’ | Marcatori |  |

| Arbitro: | Prokop |

|                     |           |  |
| Walsh 42’ Costa 46’ | Marcatori |  |

| Roma 4 novembre 1981, ore 20:30 Ottavi di finale – Ritorno | Roma    | 0 – 0 referto | Porto | Stadio Olimpico di Roma\| Arbitro: \| Palotai \| |
| Arbitro:                                                   | Palotai |               |       |                                                  |

## Statistiche

### Statistiche di squadra
Di seguito le statistiche di squadra.
| Competizione      | Punti | In casa | In casa | In casa | In casa | In casa | In casa | In trasferta | In trasferta | In trasferta | In trasferta | In trasferta | In trasferta | Totale | Totale | Totale | Totale | Totale | Totale | DR  |
| Competizione      | Punti | G       | V       | N       | P       | Gf      | Gs      | G            | V            | N            | P            | Gf           | Gs           | G      | V      | N      | P      | Gf     | Gs     | DR  |
| ----------------- | ----- | ------- | ------- | ------- | ------- | ------- | ------- | ------------ | ------------ | ------------ | ------------ | ------------ | ------------ | ------ | ------ | ------ | ------ | ------ | ------ | --- |
| Serie A           | 38    | 15      | 8       | 5       | 2       | 23      | 14      | 15           | 7            | 3            | 5            | 17           | 15           | 30     | 15     | 8      | 7      | 40     | 29     | +11 |
| Coppa Italia      | -     | 1       | 1       | 0       | 0       | 4       | 1       | 1            | 0            | 0            | 1            | 0            | 3            | 2      | 1      | 0      | 1      | 4      | 4      | 0   |
| Coppa delle Coppe | -     | 2       | 1       | 1       | 0       | 4       | 0       | 2            | 1            | 0            | 1            | 2            | 2            | 4      | 2      | 1      | 1      | 6      | 2      | +4  |
| Totale            | -     | 18      | 10      | 6       | 2       | 31      | 15      | 18           | 8            | 3            | 7            | 19           | 20           | 36     | 18     | 9      | 9      | 50     | 35     | +15 |

### Andamento in campionato
| Giornata  | 1 | 2 | 3 | 4 | 5 | 6 | 7 | 8 | 9 | 10 | 11 | 12 | 13 | 14 | 15 | 16 | 17 | 18 | 19 | 20 | 21 | 22 | 23 | 24 | 25 | 26 | 27 | 28 | 29 | 30 |
| --------- | - | - | - | - | - | - | - | - | - | -- | -- | -- | -- | -- | -- | -- | -- | -- | -- | -- | -- | -- | -- | -- | -- | -- | -- | -- | -- | -- |
| Luogo     | C | T | C | T | T | C | T | C | T | C  | T  | C  | T  | T  | C  | T  | C  | T  | C  | C  | T  | C  | T  | C  | T  | C  | T  | C  | C  | T  |
| Risultato | N | N | V | N | V | V | V | V | P | N  | N  | V  | P  | V  | N  | P  | P  | V  | V  | V  | P  | P  | P  | V  | V  | N  | V  | N  | V  | V  |
| Posizione | 4 | 5 | 2 | 3 | 3 | 2 | 2 | 1 | 2 | 2  | 1  | 1  | 3  | 2  | 3  | 4  | 4  | 4  | 3  | 3  | 4  | 4  | 5  | 5  | 5  | 5  | 3  | 3  | 3  | 3  |

Legenda:

Luogo: C = Casa; T = Trasferta. Risultato: V = Vittoria; N = Pareggio; P = Sconfitta.

### Statistiche dei giocatori
Desunte dai tabellini del Corriere dello Sport, de La Stampa e de L'Unità.
| Giocatore        | Serie A  | Serie A | Coppa Italia | Coppa Italia | Coppa delle Coppe | Coppa delle Coppe | Totale   | Totale |
| Giocatore        | Presenze | Reti    | Presenze     | Reti         | Presenze          | Reti              | Presenze | Reti   |
| ---------------- | -------- | ------- | ------------ | ------------ | ----------------- | ----------------- | -------- | ------ |
| F. Tancredi      | 30       | -29     | 2            | -4           | 4                 | -2                | 36       | -35    |
| F. Superchi      | 0        | -0      | 0            | -0           | 0                 | -0                | 0        | -0     |
| D. Bonetti       | 26       | 0       | 1            | 0            | 4                 | 0                 | 31       | 0      |
| L. Marangon      | 26       | 0       | 1            | 0            | 3                 | 0                 | 30       | 0      |
| S. Nela          | 30       | 2       | 2            | 0            | 4                 | 0                 | 36       | 2      |
| C. Perrone       | 5        | 0       | 0            | 0            | 1                 | 0                 | 6        | 0      |
| U. Righetti      | 9        | 0       | 0            | 0            | -                 | -                 | 9        | 0      |
| L. Spinosi       | 18       | 1       | 2            | 0            | 2                 | 1                 | 22       | 2      |
| M. Turone        | 23       | 1       | 2            | 0            | 3                 | 0                 | 28       | 1      |
| C. Ancelotti     | 5        | 0       | -            | -            | 3                 | 1                 | 8        | 1      |
| L. Birigozzi     | 0        | 0       | -            | -            | 0                 | 0                 | 0        | 0      |
| O. Chierico      | 29       | 2       | 1            | 1            | 4                 | 1                 | 34       | 4      |
| B. Conti         | 26       | 8       | 1            | 0            | 4                 | 0                 | 31       | 8      |
| A. Di Bartolomei | 22       | 3       | 2            | 1            | 2                 | 0                 | 26       | 4      |
| A. Di Chiara     | 3        | 0       | 1            | 0            | -                 | -                 | 4        | 0      |
| R. Falcão        | 24       | 6       | 2            | 0            | 4                 | 0                 | 30       | 6      |
| D. Giacomarro    | -        | -       | -            | -            | -                 | -                 | -        | -      |
| G. Giannini      | 1        | 0       | -            | -            | -                 | -                 | 1        | 0      |
| P. Giovannelli   | 7        | 0       | 1            | 0            | 2                 | 1                 | 10       | 1      |
| D. Maggiora      | 20       | 0       | 1            | 0            | 2                 | 0                 | 23       | 0      |
| R. Scarnecchia   | 20       | 0       | 2            | 0            | -                 | -                 | 22       | 0      |
| R. Pruzzo        | 26       | 15      | 1            | 0            | 4                 | 2                 | 31       | 17     |
| A. Faccini       | 8        | 0       | 2            | 1            | 1                 | 0                 | 11       | 1      |
| G. Ugolotti      | 4        | 0       | -            | -            | -                 | -                 | 4        | 0      |

## Giovanili

### Piazzamenti
- Primavera:
  - Campionato Primavera
  - Coppa Italia Primavera
  - Torneo di Viareggio: Quarti di finale

### Videografia
- Manuela Romano (a cura di), La storia della A.S. Roma (10 DVD-Video), Corriere dello Sport, Rai Trade, 2006.